# Els Cortins
Els Cortins és un monòlit situat al vessant nord-oest del massís de Sant Llorenç del Munt. S'erigeix en solitari separat de la resta del massís i s'alça de manera prominent per sobre el clot d'Estenalles, a la cara oest, la canal del Séc, al sud, i el torrent de la Coca, a la cara est i nord. És al municipi de Mura, al Bages, i té una alçada de 967,7 m.
És dins del límit del Parc Natural de Sant Llorenç del Munt i l'Obac, creat el 1972. Des del 2000 també forma part de l'Inventari d'espais d'interès geològic de Catalunya (IEIGC) inventariat com espai d'interès geològic en el conjunt de la geozona Sant Llorenç del Munt i l'Obac, la qual forma part del parc natural majoritàriament.

## Situació
Per la banda est, a través del coll del Séc (914,2 m) s'uneix a la muntanya del Montcau (1.056 m). A poc més de 400 m en direcció oest, a l'altra banda del clot d'Estenalles, hi ha una cinglera on es troben les formacions monolítiques de la Miranda (846,7 m) i de la Falconera (857,2 m). A uns 850 m en direcció sud hi ha el coll d'Estenalles (870,4 m). Just al peu dels Cortins, per la cara de ponent, hi passa la carretera BV-1221, que va de Terrassa a Navarcles.